# Luz Ebensperger

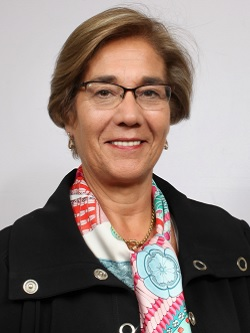
Luz Ebensperger, 2020

Luz Eliana Ebensperger Orrego (* 8. März 1964 in Puerto Montt) ist eine chilenische Anwältin und Politikerin, die der Unión Demócrata Independiente (UDI) angehört. Sie war von 2010 bis 2014 Intendantin der in Nordchile liegenden Región de Tarapacá und gehört seit 2018 dem Senat von Chile an.

## Familie
Ebensperger wurde als Tochter von Victor Eduardo Ebensperger Aburto und dessen Ehefrau Alicia Orrego Fernández geboren. Sie ist mit José Andrés Díaz Brito verheiratet und hat drei Kinder.

## Ausbildung und Beruf
Ihre Schullaufbahn verbrachte sie an Grund- und weiterführenden Schulen in ihrer Heimatstadt Puerto Montt. Ihren Abschluss erwarb sie 1982 an der Mädchenschule Liceo de Niñas Isidora Zegers. Sie zog daraufhin in die Hauptstadt Santiago de Chile und begann ein Studium der Rechtswissenschaften an der Päpstlichen Katholischen Universität von Chile, das sie 1989 erfolgreich abschloss. Zwischen 1989 und 2004 hatte sie verschiedene Positionen in den Stadtverwaltungen von Vitacura und San Joaquín inne, die beide im Großraum Santiago liegen. 2004 wechselte sie nach Alto Hospicio in der Región de Tarapacá, um den Posten der Stadtverwalterin einzunehmen, den sie bis 2009 ausfüllte.
Parallel zu ihrer Tätigkeit in der Kommunalverwaltung übte sie Lehrtätigkeiten an der Universidad del Desarrollo und der Universidad de Las Américas aus. Zudem war sie 2009 Direktorin der Universidad Santo Tomás in Iquique.

## Politische Laufbahn
Neben den verschiedenen Führungspositionen in städtischen Verwaltungen engagierte sich Ebensperger in der rechtskonservativen UDI. 2016 wurde sie Vorsitzende der regionalen Sektion in der Región de Tarapacá. 
Im März 2010 wurde sie von Präsident Sebastián Piñera zur Intendantin der Region ernannt, die sie bis 2014 blieb. Danach arbeitete sie als Beraterin für den UDI-Politiker Renzo Trisotti, der die Region im Abgeordnetenhaus vertrat. 2016 wurde sie von dem Parteienbündnis Chile Vamos, dem ihre Partei angehörte, als Bürgermeisterkandidatin in Iquique nominiert. Bei der Wahl erreichte sie 44,93 Prozent der Stimmen, was nicht genügte, um das Amt zu übernehmen. An ihrer Stelle setzte sich Mauricio Soria durch, der der Sohn des bisherigen Amtsinhabers Jorge Soria Quiroga war und für die Partido por la Democracia antrat.
Im August 2017 ließ sie sich von ihrem Parteienbündnis für die Parlamentswahl 2017 als Kandidatin für den Senat aufstellen. Bei der Wahl erreichte sie 22,92 Prozent der Stimmen, womit sie erfolgreich in den Senat einzog und seither die Región de Tarapacá vertritt ebenso wie Jorge Soria, der vorige Bürgermeister Iquiques.